# Kleinebach (Rhedaer Bach)
Der Kleinebach (laut Schreibweise im Gewässerverzeichnis Kleine Bach) ist ein rund 3,8 km langer, linker Nebenfluss des an dieser Stelle Laibach genannten Rhedaer Bachs. Er mündet südlich von Halle-Bokel innerhalb des Naturschutzgebietes Feuchtwiesen Hörste.
Der Kleinebach überwindet während seiner Fließstrecke einen Höhenunterschied von 25 Metern, 
somit ergibt sich ein mittleres Sohlgefälle von 6,6 ‰.	